# Teorías de exposición a los medios
Las teorías de exposición a los medios, también conocidas como de uso de los medios, tratan de entender cómo influyen los medios de comunicación en la vida diaria de los individuos, así como las decisiones de consumo mediático que adoptan. Existen varias teorías:
- Teoría de usos y gratificaciones: que estudia las razones por las que la audiencia escoge un determinado medio, en función de sus deseos y/o necesidades.
- Teoría de aprendizaje social: que estudia el proceso por el que los individuos observan y aprenden conductas de los demás, así como las consecuencias de dichas conductas.
- Comunicación mediada por ordenador: que estudia la comunicación entre individuos, usando para ello redes de ordenadores.

## Teoría de usos y gratificaciones
La teoría de usos y gratificaciones "domina el pensamiento sobre la conducta de consumo de los medios". Su definición parte de la idea de que los usuarios -de forma activa- escogen los medios de comunicación que atienden "sus necesidades de comunicación, interacción social y entretenimiento". La teoría se basa en el principio de que los individuos buscan continuamente satisfacciones y que los medios compiten para proporcionárselos.

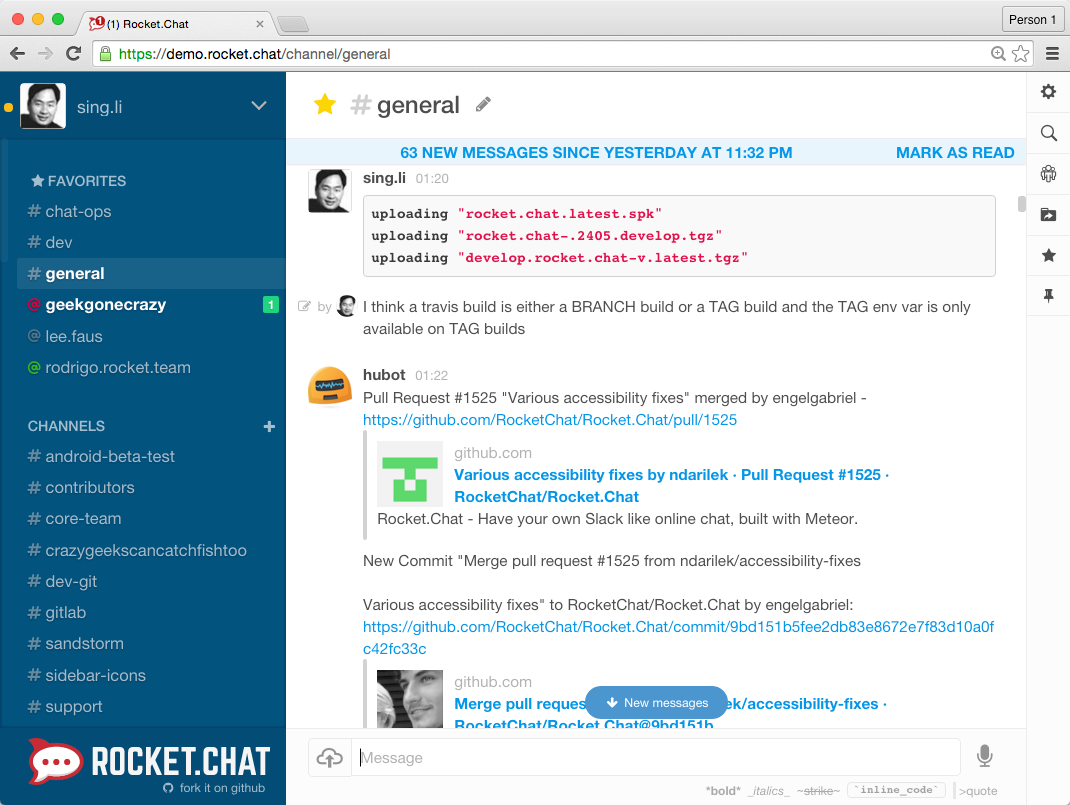
La teoría de usos y gratificaciones explica que las personas visiten plataformas de comunicación interpersonal (chats, redes sociales...) y repitan experiencia.

Cada medio de comunicación satisface una necesidad específica. Los siguientes ejemplos están elaborados en función de datos recogidos en la Encuesta de Hábitos y Prácticas Culturales:
- La televisión satisface principalmente la necesidad de entretenimiento (series, películas, concursos, deportes, debates...), pero también de información, a través de programas informativos.
- La radio suele satisfacer la necesidad de los oyentes por programas musicales, así como información, deportes, tertulias y programas con entrevistas.
- Internet satisface la necesidad de participar en chats / redes sociales y visitar webs tanto por motivos profesionales como para entretenimiento.
- La prensa satisface mayormente la necesidad de información general, pero también la deportiva y cultural.

Según la teoría de usos y gratificaciones, la decisión del consumidor procede de "un cálculo mental en que evaluamos la satisfacción obtenida en función de las alternativas mediáticas de que disponemos, teniendo en consideración las necesidades que son relevantes para el usuario en cada momento".
La teoría de usos y gratificaciones parte de la naturaleza activa de la audiencia. Esto quiere decir que el receptor escoge los mensajes en función de su experiencia sociocultural. La conducta hacia los medios, por tanto, puede cambiar con el paso del tiempo.

## Teoría del aprendizaje social
La teoría del aprendizaje social establece que nuestras expectativas sobre los medios de comunicación son resultado del consumo de los mismos. Se trata de una teoría paralela a la de usos y gratificaciones, pero que no se centra en la satisfacción de necesidades por parte del usuario.

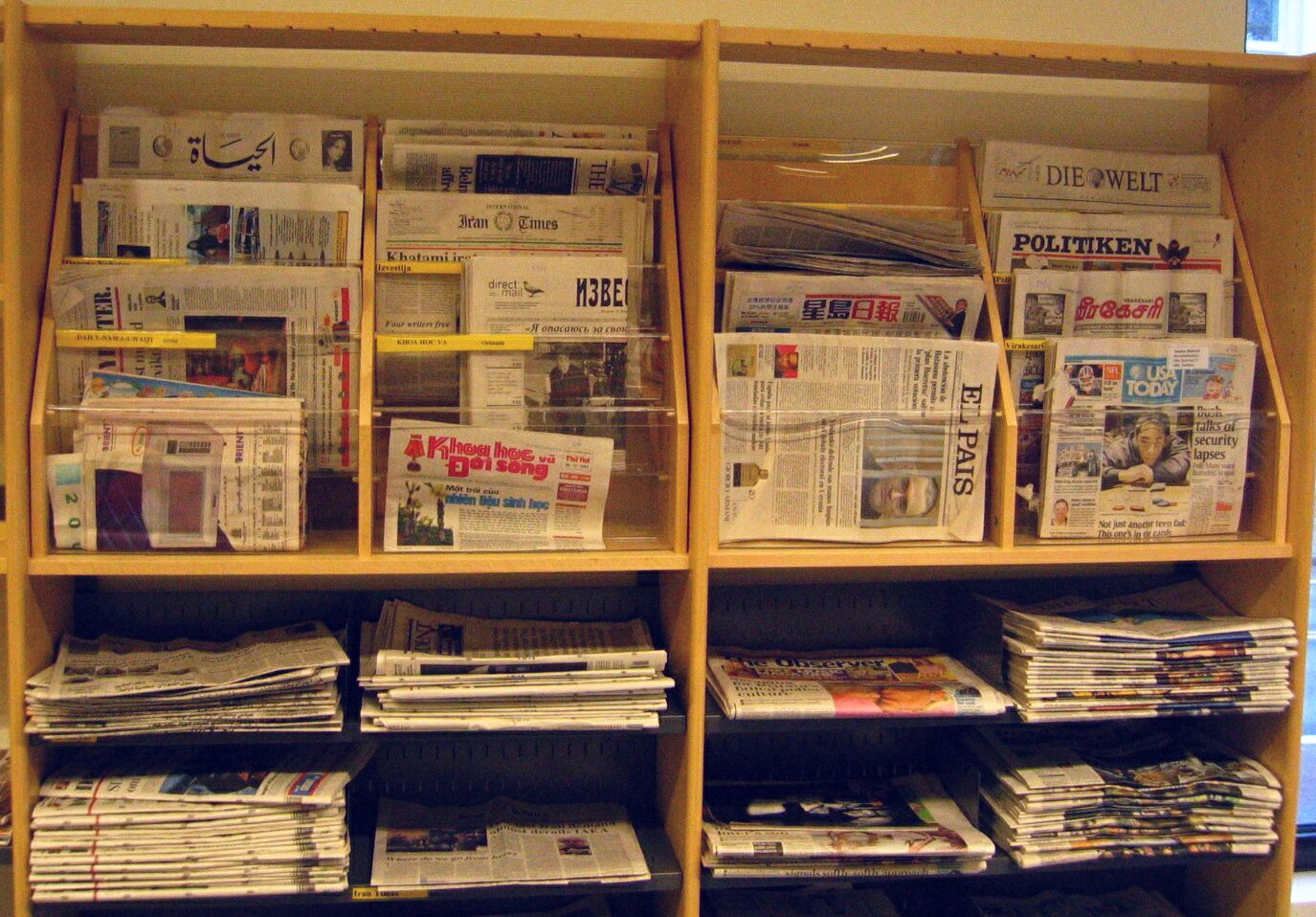
La oferta informativa está diseñada en función de los usuarios, que deciden el medio al que seguir en función de sus experiencias personales e intereses.

Explica la utilización de un determinado medio dependiendo de las expectativas del usuario, pero también de la autoevaluación de sus posibilidades.
Ejemplos:
- El usuario tenderá a ver películas de ficción si previamente muchas obras de dicho género le han satisfecho.
- El usuario leerá un determinado periódico si conoce de antemano el tratamiento periodístico que realiza.
- El usuario tenderá a evitar una emisora musical de radio que no se adapta a sus gustos.
- El usuario no jugará a un videojuego que sabe que le va a resultar complicado por su jugabilidad.

Albert Bandura establece que somos capaces de aprender por la observación de lo que otros hacen, así como las consecuencias de sus actos. El aprendizaje social se obtiene: 1) recopilando información de situaciones que observamos; 2) convirtiendo dichas observaciones en reglas que explican el funcionamiento del mundo que nos rodea; y 3) poniendo esas reglas en práctica para regular nuestra propia conducta y predecir la de los demás. En este sentido, se establece que "los medios, exponiendo la información acerca del mundo en que vivimos, juega un papel importante en el aprendizaje social".
Según esta teoría, los medios pueden suponer una poderosa fuente de contenido para el aprendizaje social. Por ejemplo, las campañas de prevención de accidentes en carretera alertan sobre las consecuencias de la alta velocidad, no usar el cinturón de seguridad o ingerir bebidas alcohólicas.

## Comunicación mediada por ordenador (CMC)
La comunicación mediada por ordenador, también conocida como CMC (Computer-Mediated-Communication), se refiere al campo de estudio de la comunicación a través de redes de ordenadores en ámbitos organizacionales, antes de que se inventaran las redes sociales actuales. Comprende comunicaciones del estilo de chat, correo electrónico o teleconferencias, entre otros.

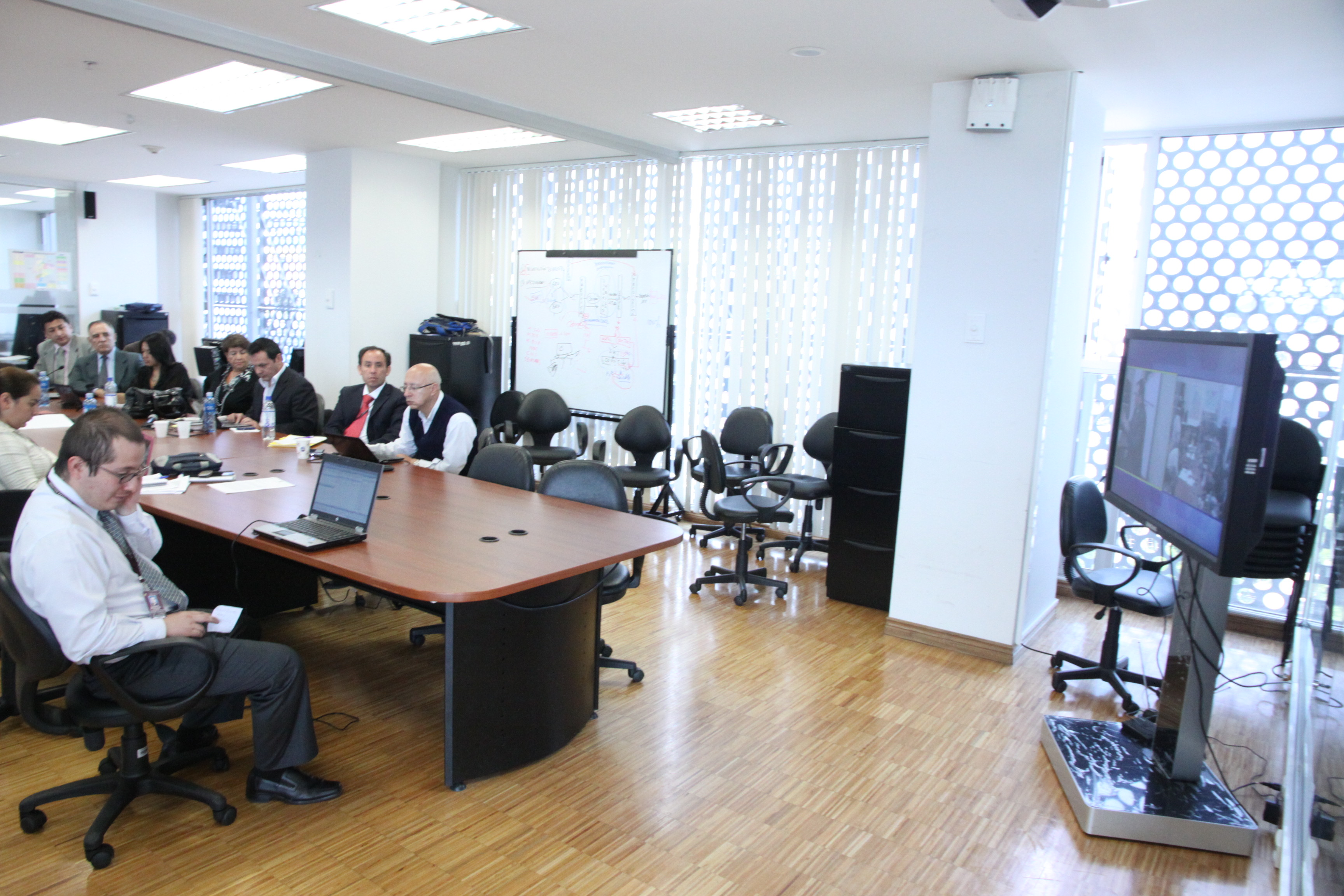
La videoconferencia es un ejemplo de comunicación mediada por ordenador que permite un intercambio fluido e intenso de información. (ejemplo de CMC hiperpersonal).

Un concepto ligado al de la comunicación mediada por ordenador es el de la "presencia". El investigador Kwan Min Lee acuñó dicho término bajo esta definición: "Presencia es un estado psicológico en el que los objetos virtuales son percibidos como reales de una manera tanto sensorial como no sensorial". Según esta definición, Lee establece que una comunicación como un Correo electrónico compuesto solo por palabras tendría baja presencia social, mientras que una teleconferencia tendría una alta presencia social, por comprender un intercambio continuo de expresiones, tanto de contenido verbal como facial. Sin embargo, los individuos tienden a usar tecnologías como el correo electrónico, en lugar de la videoconferencia.
Esto último lo explica el investigador Joseph B. Walther, el cual establece tres tipos de interacción CMC:
- CMC impersonal: la cual considera como "improbable". Se da en situaciones que implican anonimato de las partes y limitaciones impuestas por el software que estén empleando los individuos. En este tipo de interacción, la comunicación toma demasiado tiempo y se dificulta el consenso entre las partes.
- CMC interpersonal: los usuarios intercambian información y generan impresiones sobre los demás, como si fuera cara a cara. Lleva más tiempo al estar mediada por ordenador, pero los resultados son similares. Walther determina que este tipo de interacción no es necesariamente menos personal.
- CMC hiperpersonal: donde se crean impresiones y relaciones en maneras más positivas que cara a cara.